# 長枝竹
長枝竹，为禾本科簕竹属的物種，分布於臺灣與中國大陸的福建。其名稱源於閩南語對該竹種的稱呼——長枝竹（白話字）或長枝仔（白話字），臺灣話亦稱桶仔竹（白話字）、桷仔竹（白話字）。其屬於叢生型竹類，外觀類似刺竹。桿高可達6~20公尺，徑達10公分，節間可長至20~60公分，竹葉約為2~4片簇生，幼稈綠色，表面覆有白色粉末，老時則轉為棕綠色。
長枝竹質地柔軟，適合劈作竹篾進行竹編，但表皮色澤較差，使用時需去皮。長枝竹常用作編織畚箕、果籠等，在台灣中部及北部地區，也用作耕地防風林。

## 扩展阅读
- 維基物種上的相關：长枝竹